# Fernando Saraceni
Fernando Saraceni (Roma, 20 gennaio 1891 – Roma, 23 agosto 1956) è stato un dirigente sportivo, allenatore di calcio e calciatore italiano, di ruolo attaccante prima e difensore dal 1921.
Soprannominato Cecè, è il fratello maggiore di Luigi Saraceni, pertanto è noto anche come Saraceni I.

## Biografia
È il più grande dei fratelli Saraceni. Suo fratello più giovane, Luigi, sarà un difensore della Lazio degli anni venti.
Malato da tempo, si è suicidato nell'agosto del 1956.

## Caratteristiche tecniche
Inizia la sua carriera calcistica nel ruolo di attaccante (1907-1913), per poi arretrare nel corso degli anni il suo raggio d'azione fino ad assumere la posizione di terzino (1915-1923).

## Carriera

### Giocatore
Ha militato nella Lazio dei primi del '900, iniziando a giocare nella formazione biancoceleste nel 1907, all'età di 16 anni.
È partecipe di tutti i successi che la formazione romana inanella nel primo ventennio della sua storia.

### Allenatore
Nel 1922 inizia ad intraprendere le sue prime esperienze da allenatore coadiuvando il tecnico Guido Baccani come vice, per poi guidare la prima squadra per un breve periodo nella stagione 1928-1929, quando prende il posto dell'esonerato Franz Sedlacek e a sua volta lascerà la panchina biancoceleste dopo poche giornate ad Augusto Rangone.

### Dirigente
Contemporaneamente all'attività calcistica, Saraceni ricoprì anche la carica di vicepresidente della Lazio Nuoto, riuscendo a convincere suo fratello Luigi a giocare tra le file della Lazio. Dopo il suo ritiro, avvenuto nel 1924, Saraceni non si allontanerà dalla Lazio, difatti ricoprì altri ruoli dirigenziali.

## Palmarès

### Giocatore

#### Competizioni regionali
- Campionato Romano: 1

Lazio: 1907

#### Competizioni nazionali
- Terza Categoria: 3

Lazio: 1909-1910, 1910-1911, 1911-1912